# Какабадзе, Давид Несторович
Давид Несторович Какабадзе (груз. დავით ნესტორის ძე კაკაბაძე; 8 [20] августа 1889 или 20 августа 1889, Диди-Кухи, Кавказская администрация — 10 мая 1952[…], Тбилиси) — грузинский живописец и театральный художник. Младший брат историка и филолога Саргиса Какабадзе.

## Биография
Учился живописи в Петербурге/Петрограде с 1910 по 1915 год у Льва Дмитриева-Кавказского.
В 1914 году Павел Филонов, Какабадзе, А. Кириллова, Э. Лассон-Спирова и Е. Псковитинов издали первый манифест аналитического искусства «Интимная мастерская живописцев и рисовальщиков „Сделанные картины“» (единственное свидетельство существования общества).
С 1919 по 1927 год жил во Франции. Испытав влияние кубизма, затем обратился к созданию абстрактных работ. Вводил в картины объёмные подвижные элементы, предвосхитив возникновение кинетической скульптуры.
После приезда в СССР вернулся к прежней декоративной манере. С 1928 по 1948 год преподавал в Тбилисской Aкадемии художеств, где вёл класс декорационного искусства. Среди его учеников — театральный художник Карл Кукуладзе.
Как театральный художник сотрудничал с выдающимся режиссёром Константином Марджанишвили. Какабадзе начал работу в театре в 1928—1930 годах, когда Марджанишвили создавал в Кутаиси театр, который позднее был переведён в Тбилиси и которому было присвоено имя Марджанишвили. Какабадзе стал первым художником этого театра, оформив спектакли «Гоп-ля, мы живём!» Толлера, «Баил» Чианели, «Кваркваре Тутабери» Поликарпа Какабадзе. Оформление спектаклей отличались простотой и лёгкостью, оригинальным использованием сценического пространства, в нём отразились модные художественные течения начала века: абстракционизм, стремление к декоративности.
Изменение внутренней ситуации в стране определили переход художника к реализму и в поздних театральных работах — «Гурия Ниношвили» Шалвы Дадиани (1934), «За тех, кто в море» Бориса Лавренёва (1946); «Начальник станции» Ило Мосашвили (1947).
Дпвид Какабадзе подвергся травле со стороны советских властей за «формализм» и неспособность адаптироваться к догмам соцреализма. В 1948 году его уволили из Академии художеств.

## Творчество

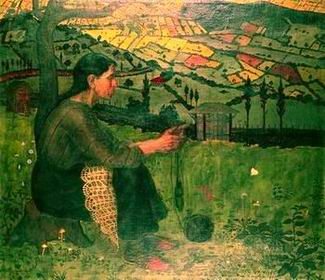
«Портрет матери», 1914

Давид Несторович Какабадзе оставил богатое художественное наследие. Известны его работы:
- «Автопортрет с гранатами (на фоне гранатовых деревьев)» (1913)
- «Имеретинский натюрморт» (1918)
- «Рионгэс» (холст, масло, 1934) 72x100
- «Сванетия» (карандаш, гуашь, 1939)

Кроме того, он работал и над оформлением спектаклей в театре:

### ВТбилисском театре имени К. А. Марджанишвили
- 1934 «Гурия Ниношвили» Дадиани (реж. Антадзе)
- 1934 «Гибель эскадры» А. Е. Корнейчука (реж. Накашидзе)
- 1936 «Далёкое» Афиногенова (реж. Антадзе),
- 1937 «Ицка Рижинашвили» Баазова (реж. Антадзе)
- 1937 «Каменный гость» Пушкина (реж. Челидзе)
- 1937 «Моцарт и Сальери» Пушкина (реж. Кушиташвили)
- 1937 «Мачеха Саманишвили» по Клдиашвили (реж. Гамбашидзе)
- 1945 «Непобедимые» Готуа (реж. Таблиашвили)

### ВТбилисском театре имени Шота Руставели
- 1946 «За тех, кто в море» Лавренёва (реж. Алексидзе)
- 1947 «Начальник станции» Мосашвили (реж. Васадзе)

## Память
Именем братьев Давида и Саркиза Какабадзе названа улица в Тбилиси.
В честь Какабадзе назван астероид (5270) Какабадзе (Kakabadze), открытый датским астрономом Ричардом Мартином Вестом 19 мая 1979 года.
Имя художника носит художественный музей в Кутаиси — Галерея изобразительного искусства имени Давида Какабадзе.